# Smart Energy
Smart Energy (dt. etwa „intelligente Energie“) ist ein Sammelbegriff für sogenannte intelligente Technologien aus den Bereichen Energiewandlung („Energieerzeugung“), Energiespeicherung, Energieübertragung und der Verbrauchssteuerung. Diese Bereiche decken die gesamte Wertschöpfungskette der Energiewirtschaft ab.
Es wurden dafür verschiedene „Smart“-Begriffe wie Smart Grid (Intelligentes Stromnetz), Smart Metering (Intelligenter Zähler), Smart Home (Intelligentes Wohnen) und Smart City geprägt, die Bestandteil des Smart-Energy-Konzeptes sind oder Teilpakete davon abdecken.
Die zunehmend dezentrale Energieversorgung mit lokalen Energiewandlern wie Wind-, Solar-, Wasser- und Biogaskraftwerken ist ein wesentlicher Faktor von Smart Energy.